# Otiothops brevis
Otiothops brevis is een spinnensoort uit de familie Palpimanidae. De soort komt voor in Venezuela.